# Euploea regina
Euploea regina är en fjärilsart som beskrevs av Moore 1883. Euploea regina ingår i släktet Euploea och familjen praktfjärilar. Inga underarter finns listade i Catalogue of Life.